# Éther chloroalkylé

Structure chimique du chlorométhyl méthyl éther.

Les  éthers chloroalkylés  sont une classe de composés organiques, de structure générale R-O-(CH2)n-Cl,  caractérisée par un éther-oxyde connecté à un groupe chlorométhyle par l'intermédiaire d'une chaîne alcane.
Le chlorométhyloxyméthane (CMME) est un éther-oxyde de formule CH3OCH2Cl, soit n=1. Il est utilisé agent alkylant et solvant industriel pour la fabrication de chlorure de dodécylbenzyl, d’hydrofuges, de résines échangeuses d'ions, de polymères, et comme réactif de  chlorométhylation. Il est répertorié comme cancérogène pour l'homme. En synthèse organique, ce composé est utilisé pour introduire le groupe protecteur méthoxyméthyle (MOM).
Ces composés d'importance industrielle comprennent le bischlorométhyléther (BCME) (étroitement liés à certaines armes chimiques comme le gaz moutarde) et le benzyle chlorométhyle éther (BOMCl).
| Chlorométhyléther              | R           |  | Masse molaire | Numéro CAS | Point d'ébullition °C |
| benzyle chlorométhyle éther    | benzyle     |  | 156.61        | 3587-60-8  | 102 °C à 14 mmHg      |
| méthyle chlorométhyle éther    | méthyle     |  | 80.51         | 107-30-2   | 55-57                 |
| bischlorométhyléther           |             |  | 114.96        | 542-88-1   | 106                   |
| t-butoxyméthyléther            | tert-butyle |  | 124.5         |            |                       |
| méthoxyéthoxyméthyléther       |             |  | 124.57        | 3970-21-6  | 50 à 52 °C à 13 mmHg  |
| chloroalkyle éthers importants |             |  |               |            |                       |

## MOM éthers
Le méthyle chlorométhyle éther (souvent désigné par l’abréviation MOMCl) est utilisé comme groupe protecteur pour les alcools. Le produit formé est un MOM éther. Une base telle que la N,N-diisopropyléthylamine catalyse la réaction de protection.
Le groupe MOM peut être retiré par application d'un acide dilué.
Un exemple est la protection d'un groupe phénol:
Avec un groupe benzyle, le groupe protecteur devient un BOM-éther. Les méthyle thiométhyle éthers sont aussi des groupes protecteurs étroitement apparentés aux BOM-éthers.
Avec un groupe tert-butyle, le groupe protecteur devient un Bum-éther. Le chlorure est préparé à partir du méthyle tert-butyle éther par utilisation d’une chloration photochimique.
Avec un groupe méthoxyéthoxyle (CH3OCH2CH2O-), le groupe protecteur devient un MEM-éther. Cet éther est beaucoup plus résistant à l'hydrolyse que le MOM éther.